# Леви, Михаэль
Михаэль Леви или Мишель Лёви (фр. Michael Löwy; род. 6 мая 1938, Сан-Паулу, Бразилия) — французско-бразильский социолог и философ

-марксист. Активист троцкистского и альтерглобалистского движения: член Новой антикапиталистической партии во Франции и Партии социализма и свободы в Бразилии, один из теоретиков Воссоединённого Четвёртого интернационала, неоднократный участник всемирных социальных форумов, также связан с бразильским Движением безземельных крестьян.
Директор по исследованиям в области общественных наук Национального центра научных исследований (НЦНИ, CNRS) преподаёт в Высшей школе социальных наук, участвует в работе Международного института исследований и образования.
В своих книгах поднимает самые разные вопросы: революция у раннего Маркса, экосоциализм, история сюрреализма, теория неравномерного и комбинированного развития, марксизм Че Гевары, теология освобождения, либертарный иудаизм, романтизм, Франц Кафка, Дьёрдь Лукач, Вальтер Беньямин, марксизм и национальный вопрос и так далее.

## Биография
Выходец из семьи евреев-иммигрантов из Вены, Михаэль Леви вырос в Сан-Паулу. Социализмом увлёкся в 16-летнем возрасте после знакомства с трудами Розы Люксембург. Поступил в Университет Сан-Паулу, где его преподавателями были Фернанду Энрике Кардозу, Флорестан Фернандес и Антонио Кандидо. Получив диплом в области социальных наук в 1960 году, читал в течение года лекции по социологии в Университете Сан-Жозе-ду-Риу-Прету (штат Сан-Паулу).
В 1961 году поступил в докторантуру в Париж, где работал под руководством известного марксистского философа и социолога культуры Люсьен Гольдман, который оказал заметное влияние на его взгляды. Он получил степень доктора философии в 1964 году, защитив диссертацию на тему «Теория революции у раннего Маркса» в Сорбонне.
Вскоре после этого Леви отправился в Израиль, куда перебралась его семья после военного переворота 1964 года в Бразилии. Он изучал иврит и стал преподавателем политической философии в Тель-Авивском университете, однако стал жертвой травли из-за своих политических взглядов, и университет в 1968 году отказался продлить его контракт. В знак солидарности социолог Петер Уорсли, разделявший новые левые убеждения Леви, пригласил последнего работать в качестве своего помощника в Манчестерский университет.
В 1969 году Леви вернулся в Париж для работы с Никосом Пуланзасом в Университете Париж VIII («Венсен»), окончательно осев во Франции. В 1970-х годов он работал над диссертацией по венгерскому философу-марксисту Дьёрдю Лукачу под руководством социального антрополога Луи-Винсента Тома. Хабилитацию (doctorat d’état) прошёл с отличием в 1975 году в Университете Париж V («Декарт»). Затем преподавал социологию в Университете Париж VIII до 1978 года, когда он начал сотрудничать в Национальном центре научных исследований.
В 1981 году Леви начал параллельно преподавать в престижном Высшей школе социальных наук, а также посещал с лекциями Стэнфордский университет, Калифорнийский университет в Беркли, Мичиганский университет, Колумбийский университет и Гарвардский университет, а также других университетов США. В 1994 году награждён серебряной медалью Национального центра научных исследований.
Леви является членом редакционных советов «Journals Archives de Sciences Sociales des Religions», «Actuel Marx», «ContreTemps» и «Écologie et Politique», сотрудничает с левонастроенным Международным институтом исследований и образования.
В 2010 году, в Свободном Марксистском Издательстве вышла первая книга Михаэля Леви на русском языке «Отечество или Мать-Земля? Статьи по национальному вопросу».
Михаэль Леви — соавтор (вместе с Джоэлом Ковелем) «Экосоциалистического манифеста». В 2011 году в Свободном марксистском издательстве вышел сборник «Экосоциалистический манифест», посвященный проблемам экологии и левой альтернативе экологическому кризису. В сборник вошёл ряд текстов Михаэля Леви.